# Hassan und Markus
Hassan und Markus (arabisch حسن ومرقص) ist eine ägyptische Religionskomödie aus dem Jahr 2008. In ihr übernehmen zwei der größten arabischen Filmstars, Adel Imam und Omar Sharif, die Hauptrollen. 

## Handlung
Boulos ist ein christlicher Priester, Sheikh Mahmoud ein muslimischer Prediger. Beide überleben sie einen Mordanschlag und müssen ihre Identität ändern, um weiteren Attentaten zu entkommen. Boulos erhält die Identität eines Moslems und wird zu Hassan, Sheikh Mahmoud die eines Christen und wird zu Markus. Sie und ihre Familien ziehen in dasselbe Haus und freunden sich an. Es kommt zu Verwicklungen, in deren Verlauf es für beide immer schwerer wird, ihre wahre Identität zu verschleiern.

## Hintergrund
Trotz seines kontroversen Themas, war der Film in Ägypten ein großer kommerzieller Erfolg, doch wurde beiden Hauptdarsteller von konservativen, religiösen Kreisen Blasphemie vorgeworfen. Adel Imam, dessen Sohn Ramy bei Hassan und Markus Regie geführt hat, wechselte kurzfristig seinen Wohnsitz um eventuellen Angriffen zu entkommen. Er sagte über den Film: „Ich habe ein Kunstwerk geschaffen. Das kann ich. Ich habe den Extremisten mit Kunst den Krieg erklärt - denen, die Differenzen zwischen uns schüren. Ich hoffe, dass Christen und Muslime das Kino verlassen und sich umarmen und küssen.“

## Rezeption
BBC News in Kairo urteilte: „Es ist ein Mainstream-Film, in dem es ausschließlich um die muslimisch-christlichen Beziehungen geht - aber er zeichnet kein rosiges Bild“
Die Los Angeles Times vermeldete: „Ironischerweise fördert der Film die nationale Einheit zwischen koptischen Christen und Muslimen durch die Beziehung zwischen einem koptischen Priester (Marcos), gespielt von Imam, und einem muslimischen Geistlichen (Hassan), gespielt vom Oscar-nominierten Omar Sharif. Die [daraufhin einsetzende] Kritik an Imam erfolgt in einer angespannten Atmosphäre, die von gewalttätigen Auseinandersetzungen zwischen Muslimen und koptischen Christen in Ägypten geprägt ist.“
Der Schriftsteller Yousef Maati sagte über sein Werk: „Ich denke, ein Film sollte eine Botschaft haben, und eine meiner Botschaften ist, Menschen dazu zu bringen, sich zu lieben.“